# 07-Ghost
07-Ghost är en mangaserie skriven och illustrerad av Yuki Amemiya och Yukino Ichihara. Serien har publicerats i mangamagasinet Monthly Comic Zero Sum, som utges månadsvis av det japanska bolaget Ichijinsha. Sju samlingsvolymer har utgetts fram till januari 2009. 
En animeversion av 07-Ghost har producerats av Studio DEEN och hade premiär i april 2009.